# Rio Lea
O rio Lea ou rio Lee é um rio inglês, que nasce no Leagrave Park, Leagrave, Luton, nas Chiltern Hills, e flui geralmente para sudeste, leste e depois para o sul de Londres, onde desagua no Rio Tâmisa, sendo o seu último trecho denominado Bow Creek.